# Monie Love
Pour les articles homonymes, voir Gooden et Love.
Simone Gooden, née le 2 juillet 1970 à Battersea, mieux connue sous son nom de scène Monie Love, est une chanteuse et animatrice radio britannique.

## Biographie
Elle a fait partie du collectif Native Tongues (avec Queen Latifah, De La Soul ou encore A Tribe Called Quest) et chante avec Queen Latifah sur Ladies First (1989) par exemple. Monie in the Middle et It's a Shame (My Sister) comptent parmi ses chansons solos les plus notables.
Elle est la sœur de Dave Angel.

## Discographie

### Albums
- 1990 : Down to Earth
- 1993 : In a Word or 2

## Filmographie
- 1993 : Who's the Man? de Ted Demme : Vanessa